# Léonie Sonnings Musikfond
Léonie Sonnings Musikfond er en dansk fond, der årligt uddeler beløb til klassiske musikere. Hvert år uddeler fonden Léonie Sonnings Musikstipendium og Léonie Sonnings Musikpris. Fonden blev stiftet i 1965 af Léonie Sonning, enke efter Carl Johan Sonning.
Ifølge fondens fundats skal der hvert år gives én hædersgave til en internationalt anerkendt komponist, musiker, dirigent eller sanger. Desuden uddeler fonden stipendier til fortsat kunstnerisk udvikling til unge komponister, dirigenter, musikere eller sangere fra Danmark samt de andre nordiske lande.
Den oprindelige finansiering af fonden kom fra tre af Léonie Sonnings ejendomme i København. Fondens indtægter kommer i dag fra fem beboelsesejendomme i København og omegn. 
Ved de seneste årlige uddelinger er der blevet givet ti stipendier af 60.000 kr., mens modtageren af musikprisen siden 2007 har fået 600.000 kr.; i januar 2017 dog 100.000 Euro. 